# 角川博
角川博（1953年12月25日—），日本帝王唱片所屬的演歌歌手、電視人。出生於廣島縣廣島市船越町（現安藝區船越）。廣陵高等學校畢業。

## 经历
高中時代是高校棒球名門：廣陵高等學校棒球部所屬。不是正式球員，不過在冊時，為廣陵在春夏甲子園大會3度出場，特別是1970年第42屆選拔高校棒球大會，擁有活躍在廣島東洋鯉魚隊、北海道日本火腿鬥士隊的佐伯和司，在半決賽中輸給了獲得冠軍的島本講平的箕島高校等奮鬥史。角川自己做著捕手。此後加入該校的軟式棒球俱樂部。後期幾度出場藝人棒球大會，顯出了有經驗者的表演技藝。
高中畢業後，在廣島當地的娛樂區流川和福岡市博多的俱樂部駐唱，在中洲演唱地被人用優厚的條件蒐羅進京。1976年4月，以『淚的生活』（涙ぐらし）作為歌手初次亮相。同年，獲得第18届日本唱片大獎新人獎、第9届日本有線大獎新人獎。在兩年後的1978年，以『請原諒』（許してください）一曲在NHK紅白歌合戰完成首次出場，共計3次（其他1979年・1986年）。在模倣節目的創建年份也很好地出演了聲帶摹本。技能範圍領域專攻美空雲雀、越路吹雪等人。

## 逸話
- 1980年，和女演員津山登志子結婚。1996年離婚。
- 1999年，和演歌歌手澤田綾（さわだ あや、本名：金井塚さおり、1975年3月12日-）再婚。
- 用滋賀縣舊淺井町的淺井音頭唱著歌。在當地，角川旋律、歌唱力都受到良好評價。

## NHK紅白歌合戰出場歷
| 年度/放送回               | 回 | 曲目                         | 出演順 | 對戰相手   |
| ------------------------- | -- | ---------------------------- | ------ | ---------- |
| 1978年（昭和53年）/第29回 | 初 | 請原諒（許してください）     | 05/24  | 芹洋子     |
| 1979年（昭和54年）/第30回 | 2  | 大阪物語（大阪ものがたり）   | 04/24  | 渡邊真知子 |
| 1986年（昭和61年）/第37回 | 3  | 碼頭民歌（波止場シャンソン） | 14/20  | 岩崎宏美   |

## 主要電視節目

### 音樂節目
- 「NHK歌謠音樂會」（NHK綜合）

### 電視劇
- 「水戶黃門 第24部」第6話「染了鬍須的黃門先生 -大坂-」（「水戸黄門 第24部」第6話「お髭を染めた黄門さま -大坂-」、1995年10月23日、TBS電視 / C.A.L（日语：C.A.L）） - 吉平衛 角色

## 商業廣告
- 羽衣食品「金槍魚沙拉」「波波羅・通心粉肉」（はごろもフーズ「シーチキン」「ポポロ・ミートスパゲティ」）
- 三得利食品「C.C.檸檬」（サントリーフーズ「C.C.レモン」）

## 關聯項目
- 島田洋七
- 三迫將弘

## 外部連結
- 角川博OfficialHomepage（日文）
- 株式会社ドロップオブスター（所属事務所）（日文）
- 角川博オフィシャルブログ （页面存档备份，存于）（日文）